# Wilhelm John (Maler)
August Wilhelm John (* 3. Dezember 1810 in Templin; † 8. Juli 1881 in Berlin) war ein deutscher Landschaftsmaler der Düsseldorfer Schule.

## Leben

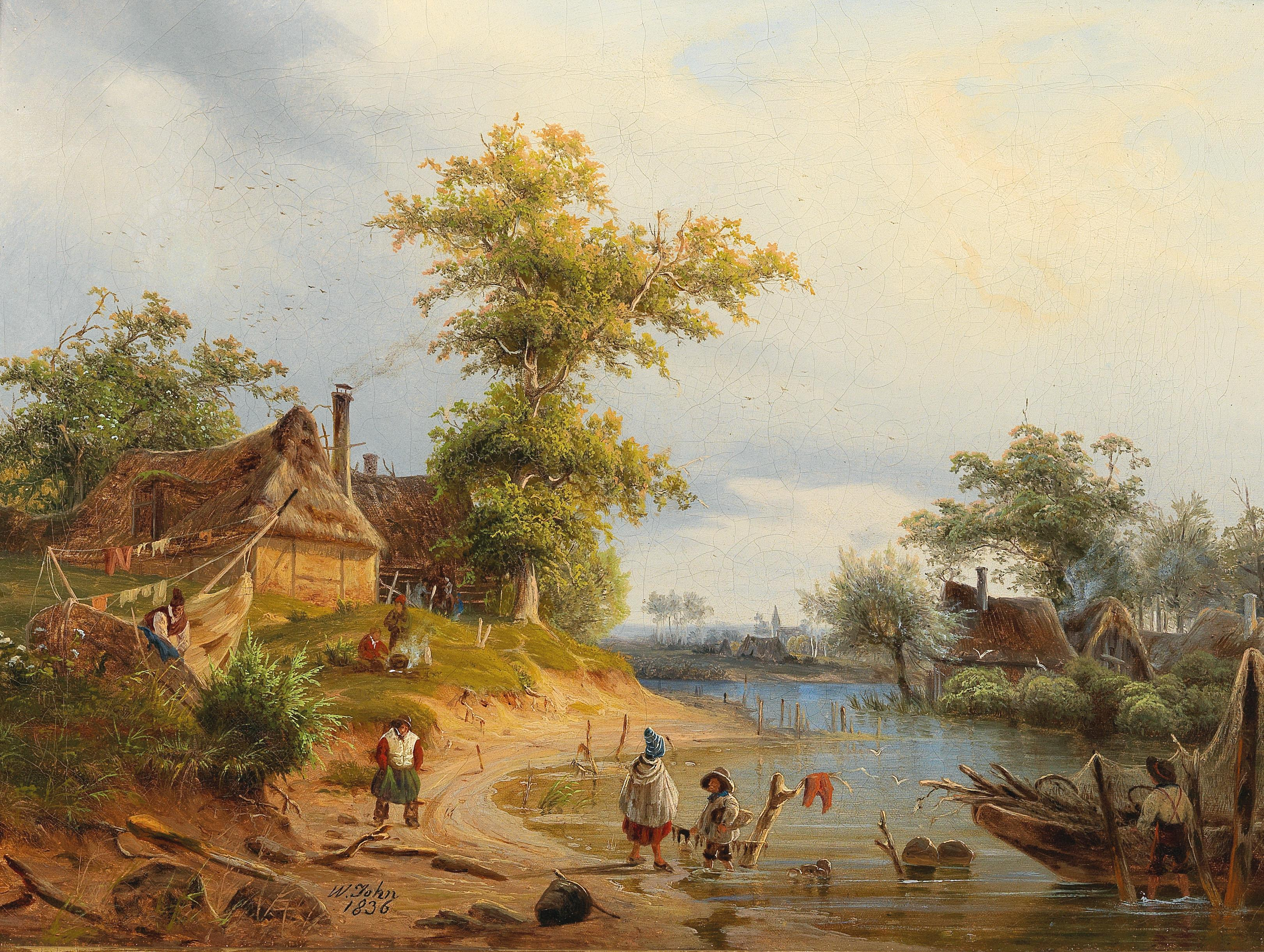
Fischeridylle an einem Fluss, 1836

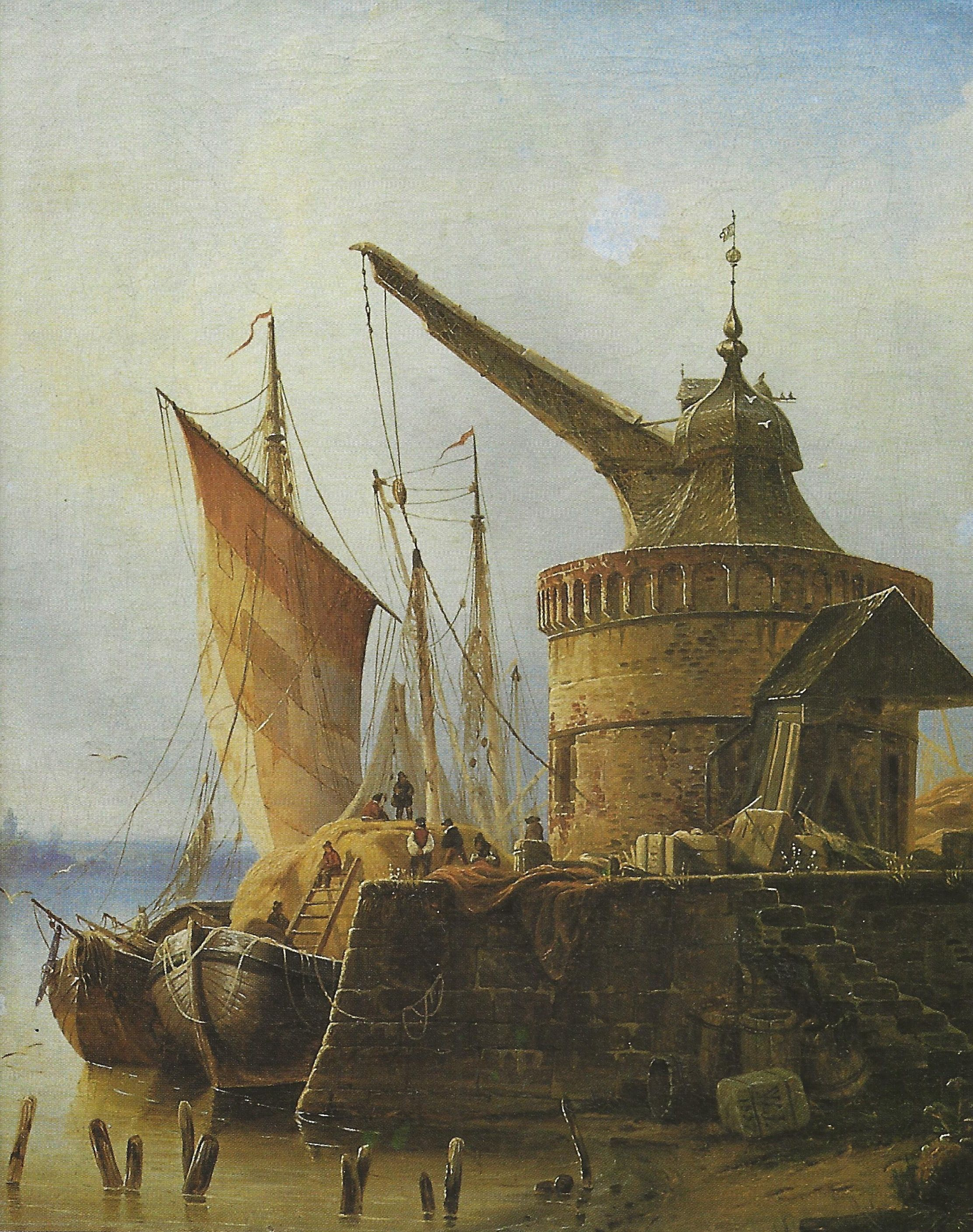
Rheinkran am Alten Hafen in Düsseldorf, 1837

John, Sohn eines Schlächtermeisters, studierte Malerei an der Kunstakademie Düsseldorf. In den Jahren 1832 bis 1838 war er dort Schüler in der Landschafterklasse von Johann Wilhelm Schirmer. Seit 1840 war er in Berlin ansässig. Gleichwohl bevorzugte er zeitlebens Motive vom Rhein und von der Mosel. Mit einer Szene vom Rhein bei Düsseldorf war er 1851 in der Düsseldorf Gallery in New York City vertreten.
Seit 1846 war er mit Friederike Louise Wilhelmine Dunk (1820–1895) verheiratet.

## Werke (Auswahl)
- Fischeridylle an einem Fluss, 1836
- Die Wernerkapelle in Oberwesel, 1838
- Abendstimmung an der Küste (Fischer bei ihren Booten), 1839
- Winterlandschaft am Drachenfels, 1842